# Saionji Kinmochi
Saionji Kinmochi, född 23 oktober 1849 i Kyoto, död 24 november 1940, var japansk furste och statsman.
Saoinji tillhörde den japanska hovadeln och deltog som yngling i förberedelserna för den kejserliga restaurationen. 1869-81 vistades han för studier i Frankrike och åtföljde 1882 furst Ito Hirobumi på dennes politiska studieresa i Europa och Förenta staterna. Saionji var japansk minister i Wien 1885-88 och i Berlin 1888-91, blev 1893 vicepresident i pärskammaren och var undervisningsminister 1894-96 i Itos andra och 1898 i hans tredje ministär. Han hade 1894 inkallats i riksrådet och blev 1898 dettas president.
1903 blev han ledare för Seiyūkai-partiet och var efter den i december 1905 avgångne Katsura Taro premiärminister från nyåret 1906 till juli 1908 samt därefter augusti 1911-december 1912. Saionji var Japans förste delegerade vid fredskonferensen i Paris 1919 och upphöjdes 1920 till furste, han var förut markis.
Saoinji räknades till den mer liberala falangen inom Meiji-oligarkin och politiskt stod han Ito Hirobumi nära.